# 龜擬花蜱
龜擬花蜱（学名：Amblyomma yajimai）为硬蜱科花蜱屬下的一个种。